# CD FILE 長山洋子 VOL.1
『CD FILE 長山洋子 VOL.1』 (シーディ・ファイル ながやまようこ ヴォリューム・ワン) は、長山洋子がアイドル歌手時代に発売したベスト・アルバム。1989年3月21日にビクター音楽産業から発売された。

## 解説
本作は、ビクター音楽産業（現・JVCケンウッド・ビクターエンタテインメント） から発売されたベスト・アルバム「CD FILE」シリーズの一つで、A・B面曲が発売順に収録されている。
長山洋子のデビュー・シングルから5枚目までのシングルA・B面曲を全て収録したシングル・コレクション・アルバム。
6枚目から10枚目までのシングルA・B面曲を全て収録した『CD FILE 長山洋子 VOL.2』も同時発売されている。

## 収録曲
1. 春はSA・RA SA・RA
  - 作詞・作曲：Raul Reiman, Jori Sivonen
  - 日本語詞：竜真知子　編曲：鷺巣詩郎
    - 1stシングルA面曲。
    - フィンランドの女性歌手・Eini（エイニ）「Kiitävän Hetken Hurmaa」のカバー曲。
2. 夢の色
  - 作詞：島武実　作曲：宇崎竜童　編曲：松井忠重
    - 1stシングルB面曲。
    - 高田みづえ「乳白色のプリズム」のカバー。
3. シャボン
  - 作詞・作曲：桑田佳祐　編曲：鷺巣詩郎
    - 2ndシングルA面曲。
4. ピアニシモ
  - 作詞：橋本淳　作曲：山本寛太郎　編曲：鷺巣詩郎
    - 2ndシングルB面曲。
5. 密やかにときめいて…
  - 作詞・作曲：高橋研　編曲：チト河内
    - 3rdシングルA面曲。
6. ごめん
  - 作詞：伊藤アキラ　作曲：佐藤寛　編曲：大谷和夫
    - 3rdシングルB面曲。
7. 瞬間はファンタジー
  - 作詞：佐藤ありす　作曲・編曲：水沢朱里
    - 4thシングルA面曲。
8. ハーフムーンの気持
  - 作詞：佐藤ありす　作曲：羽田健太郎　編曲：水沢朱里
    - 4thシングルB面曲。
9. ゴールドウィンド
  - 作詞・作曲：飛鳥涼　編曲：鷺巣詩郎
    - 5thシングルA面曲。
10. ぽろぽろと
  - 作詞：阿久悠　作曲：吉田拓郎　編曲：松井忠重
    - 5thシングルB面曲。
    - 石野真子の同名曲のカバー。